# جون بروفي
جون بروفي هو لاعب هوكي جليد كندي، ولد في 20 يناير 1933 في Antigonish, Nova Scotia ‏ في كندا، وتوفي في 23 مايو 2016.

## وصلات خارجية
- جون بروفي على موقع EliteProspects.com (الإنجليزية)
- جون بروفي على موقع HockeyDB.com (الإنجليزية)